# Русанов, Георгий Александрович
Георгий Александрович Русанов (12 декабря 1904, Томаровка, Курская губерния — 25 января 1980, гор. Ленинград) — советский хирург; доктор медицинских наук (1964), профессор (1965).

## Биография
В 1929 году окончил Воронежский университет.
В 1929—1961 годы — военный врач, заведующий кафедрой хирургии Тернопольского медицинского института.
Умер 25 января 1980 года в Ленинграде. Похоронен на Северном кладбище Санкт-Петербурга.

## Научная деятельность
Автор около 100 научных работ преимущественно по проблемам восстановительных процессов после повреждений и операций.

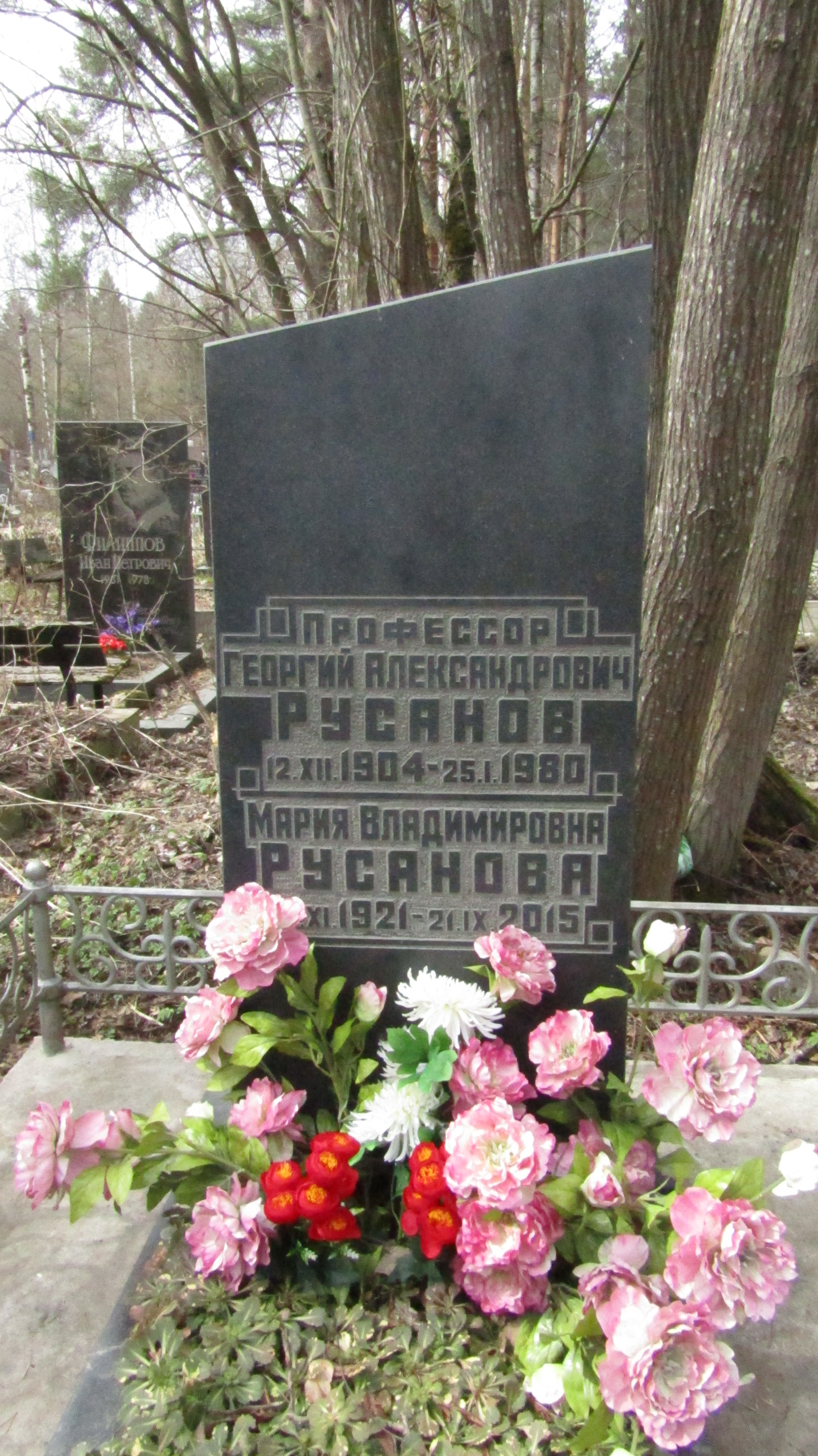
Могила Русанова Г. А. Северное кладбище, СПб

## Награды
- орден Ленина
- орден Красного Знамени
- орден Отечественной войны 1-й степени
- орден Красной Звезды (2)
- медали СССР.